# Harpers-Ferry-Klasse
Die Harpers-Ferry-Klasse ist eine Klasse von vier Docklandungsschiffen der United States Navy, die seit 1995 in Dienst steht.

## Geschichte
Nachdem der Bau der Schiffe der Whidbey-Island-Klasse begonnen hatte, wurde deutlich, dass diese zwar vier Luftkissenboote des Typs Landing Craft Air Cushioned (LCAC) transportieren konnten, dafür aber nur relativ wenig Fracht. Deshalb plante die Navy einen Nachfolger, der zum „Lastesel“ der Amphibious Ready Group genannten amphibischen Verbände werden sollte. Um Geld und Zeit beim Entwurf und Bau dieser neuen Frachteinheiten zu sparen, wurden sie als Variante der Whidbey-Island-Klasse entworfen. Daher erhielt sie den Projektnamen LSD 41 Cargo Variant oder kurz LSD 41 (CV), nach der Rumpfnummer des Typschiffs der Whidbey-Island-Klasse, Whidbey Island.
1988 wurde schließlich die erste Einheit in Auftrag gegeben und 1991 auf Kiel gelegt. Bauwerft für die komplette Klasse war Avondale Shipyards in New Orleans, Louisiana. Diese Werft hatte nach der Pleite von Lockheed Shipbuilding and Construction Company bereits die letzten fünf LSD der Whidbey-Island-Klasse gefertigt. 1991 und 1992 wurde jeweils eine weitere Einheit auf Kiel gelegt. Ursprünglich waren bis zu zwölf Schiffe der Klasse geplant; nachdem jedoch wegen Kostensteigerungen nach der dritten Einheit keine weiteren Mittel für Neubauten genehmigt worden waren, beantragte die Navy für 1994 und 1995 nur Nachträge, um die erhöhten Kosten zu tragen. Der Senat der Vereinigten Staaten wies dem Programm jedoch für das Haushaltsjahr 1995 auf Eigeninitiative Mittel für eine vierte Einheit zu, die noch im selben Jahr auf Kiel gelegt wurde. 1998 ging diese als letzte der Klasse in Dienst.

## Einheiten
| Kennung | Name          | Bauwerft                       | Kiellegung         | Stapellauf       | Indienststellung   | Heimathafen                        |
| ------- | ------------- | ------------------------------ | ------------------ | ---------------- | ------------------ | ---------------------------------- |
| LSD-49  | Harpers Ferry | Avondale Shipyard, New Orleans | 15. April 1991     | 16. Januar 1993  | 7. Januar 1995     | Naval Base San Diego               |
| LSD-50  | Carter Hall   | Avondale Shipyard, New Orleans | 11. November 1991  | 2. Oktober 1993  | 30. September 1995 | Naval Amphibious Base Little Creek |
| LSD-51  | Oak Hill      | Avondale Shipyard, New Orleans | 21. September 1992 | 11. Juni 1994    | 8. Juni 1996       | Naval Amphibious Base Little Creek |
| LSD-52  | Pearl Harbor  | Avondale Shipyard, New Orleans | 27. Januar 1995    | 24. Februar 1996 | 30. Mai 1998       | Naval Base San Diego               |

## Technik

### Rumpf

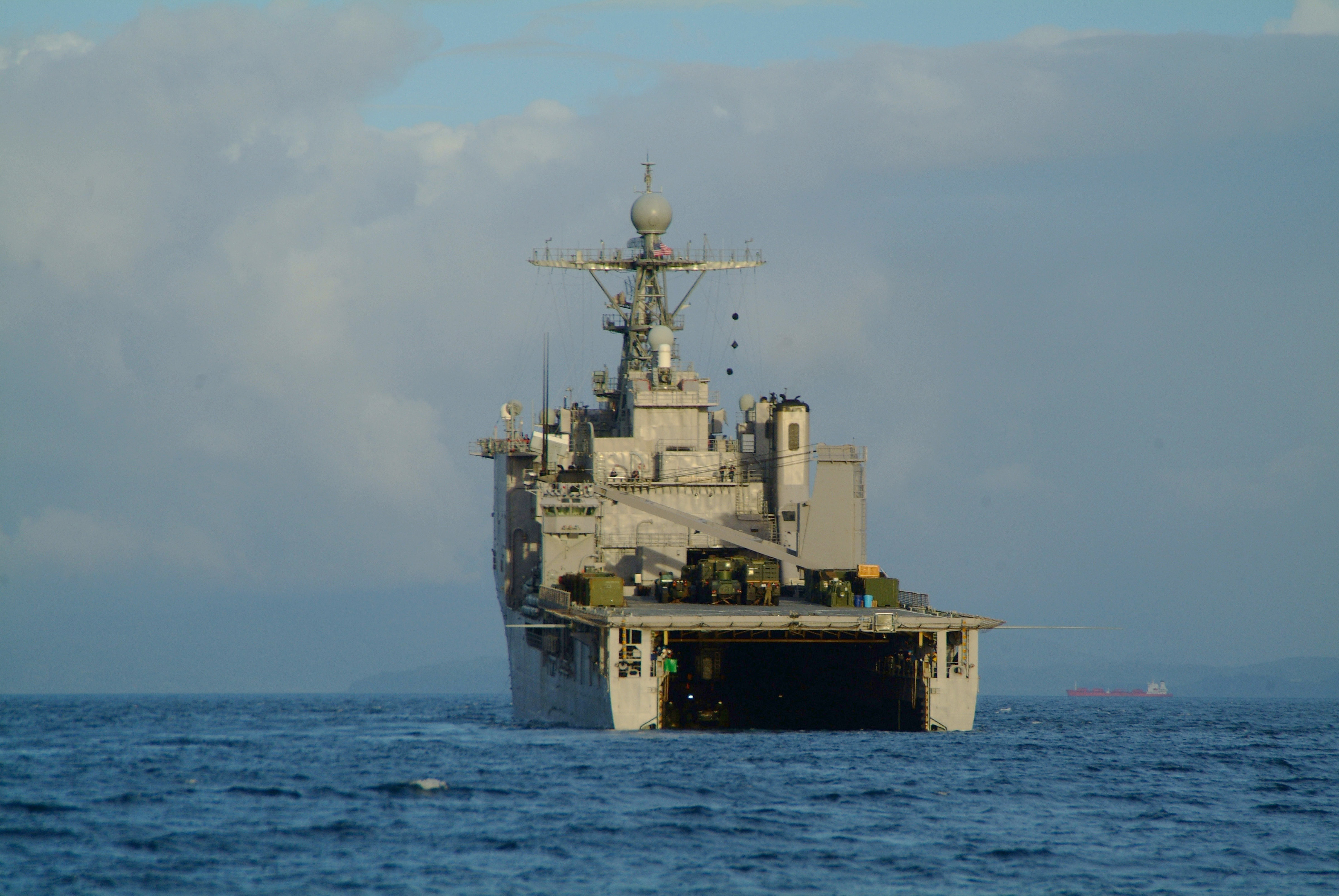
Blick ins geöffnete Welldeck der Harpers Ferry

Die Schiffe der Harpers-Ferry-Klasse sind, wie ihre Schwestern der Whidbey-Island-Klasse, 185,6 Meter lang (über alles, Konstruktionswasserlinie 176,8 Meter) und 25,6 Meter breit. Der Tiefgang beträgt rund 6,4 Meter. Voll beladen verdrängen die Schiffe rund 16.400 ts, etwas mehr als die Vorgänger. Sowohl Rumpf als auch Aufbauten sind aus Stahl gefertigt. Das damit verbundene höhere Gewicht wurde in Kauf genommen, da Stahl beim Ausbrechen eines Feuers weit beständiger ist als etwa Leichtmetalle. Äußerlich gleichen sich beide Klassen stark.
Die Aufbauten nehmen mit dem Deckshaus etwa das vordere Drittel des Decks ein, dahinter folgt ein Bereich mit mehreren Kränen zum Beladen des Welldecks und eines Decksbereichs neben der Öffnung, auf der Verkehrsboote gelagert werden. Daran schließt sich ein Landedeck für Helikopter an. Ein Hangar existiert nicht, auf dem Landedeck können zwei Helikopter sämtlicher verwendeter Typen gleichzeitig operieren.
Das Welldeck, auf LSD-41 134 Meter lang, wurde hier halbiert, um mehr Stauraum für Fracht zu erhalten. Somit sind auch die Kapazitäten für Landefahrzeuge um 50 % gesunken: Statt vier können die Harpers-Ferry-Schiffe nur noch zwei LCAC mitführen. Das Welldeck kann mittels eines Tores am Heck von der offenen See befahren werden.

### Antrieb
Das Antriebssystem wurde unverändert von der Whidbey-Island-Klasse übernommen. Es besteht aus vier 16-Zylinder-Dieselmotoren der Colt Industries. Diese wirken auf zwei Wellen mit je einem Propeller. Verwendung finden fünfblättrige Verstellpropeller. Die Leistung des Antriebssystems beträgt 30.000 Wellen-PS. Energie für die Bordsysteme wird von vier Ship Service Diesel Generators erzeugt, hergestellt von Fairbanks, Morse and Company. Jeder der Generatoren leistet bis zu 1,3 Megawatt.
Die Geschwindigkeit wird von der US Navy offiziell mit 20+ Knoten angegeben. Die Reichweite bei einer Marschgeschwindigkeit von 20 Knoten liegt ohne unterwegs zu bunkern bei 8000 Seemeilen.

### Bewaffnung
Die Bewaffnung der Harpers-Ferry-Klasse stammt ebenfalls von den Vorgängern und ist ausschließlich defensiv angelegt. Sie besteht aus zwei Close-in-Weapon-Systems des Typs Phalanx CIWS, die anfliegende Raketen mit einer großen Zahl von Projektilen abzuschießen versucht, sowie zwei Startern für jeweils 21 Boden-Luft-Raketen RIM-116 Rolling Airframe Missile.
Zur Bewaffnung jedes Schiff gehören ebenfalls sechs Maschinengewehre des Typs Browning M2 mit einem Kaliber .50 und zwei Maschinenkanonen des Typs Mk. 38 zur Abwehr von feindlichen Speed- oder Schlauchbooten, besonders, wenn die Schiffe im Hafen liegen.

### Elektronik
Auf dem Deckshaus steht ein einzelner Mast, auf dem sich die Radaranlagen der Docklandungsschiffe befinden. Als Luftsuchradar ist ein SPS-49 von Raytheon in Betrieb, als Oberflächensuchradar ein SPS-67 von Norden Systems/Northrop Grumman. SPS-64, ebenfalls von Raytheon, ist als Navigationsradar installiert.
Zur elektronischen Kampfführung ist das AN/SLQ-32-Paket an Bord, zur Selbstverteidigung gegen anfliegende Raketen können die Schiffe das System Mark 36 SRBOC einsetzten, zum Ablenken von Torpedos kann die AN/SLQ-25 Nixie nachgeschleppt werden.

## Einsatzprofil

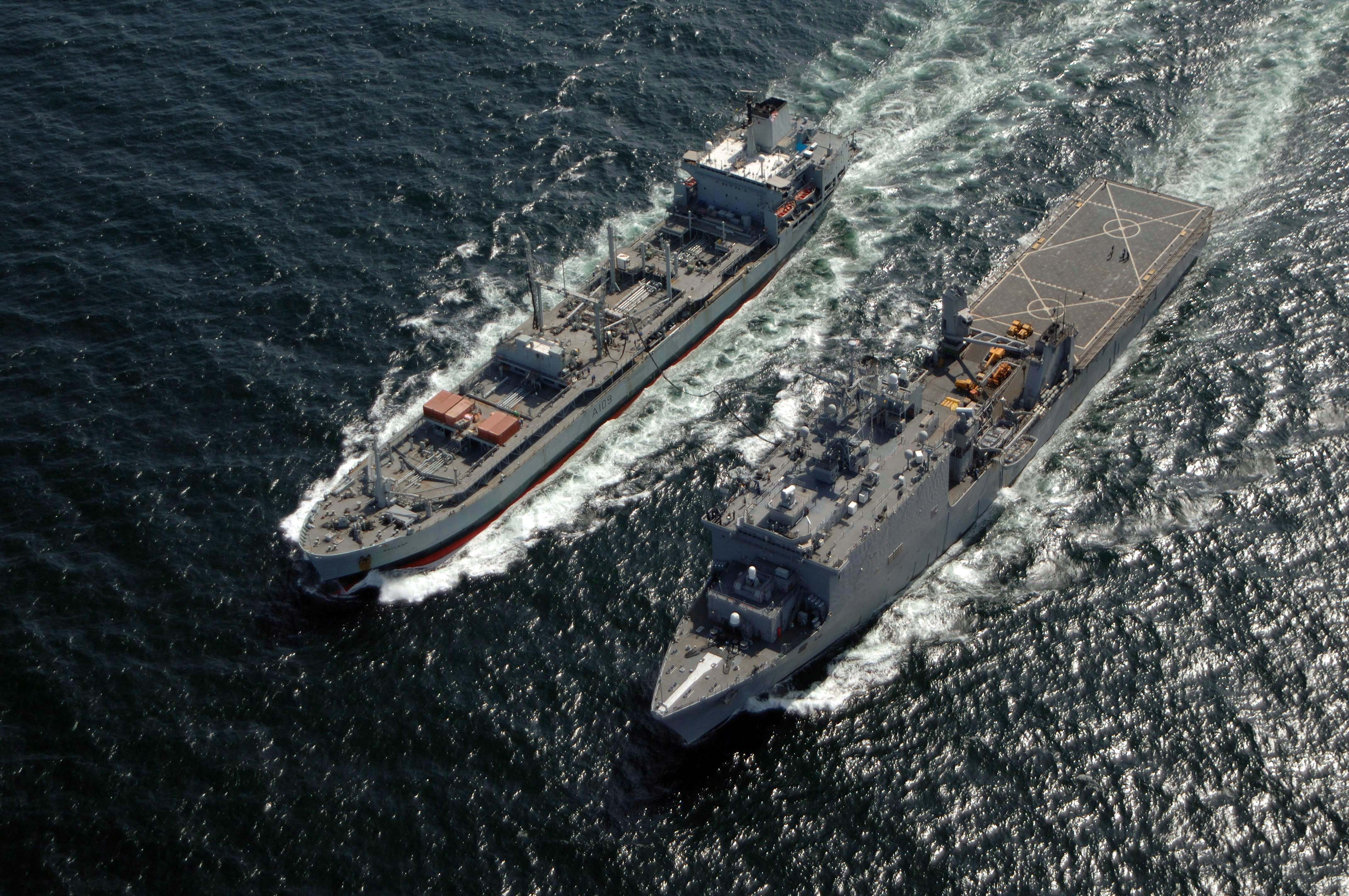
Carter Hall mit der britischen RFA Bayleaf (A109)

Die Docklandungsschiffe der Harpers-Ferry-Klasse werden im Rahmen von Expeditionary Strike Groups eingesetzt. Diese gruppieren sich um ein amphibisches Angriffsschiff entweder der America- oder Wasp-Klasse, als Eskorte werden außerdem drei Zerstörer oder Kreuzer sowie ein Atom-U-Boot eingesetzt. Die Docklandungsschiffe der Harpers-Ferry-Klasse dienen in diesen Gruppen als Lastschiffe; sie haben weniger Landekapazität als etwa die Schiffe der Whidbey-Island-Klasse.
Neben der Durchführung von amphibischen Landungsoperationen im Kriegsfall sind Docklandungsschiffe vor allem bei humanitären Einsätzen, etwa nach dem Hurrikan Katrina oder dem Seebeben im Indischen Ozean 2004, nützlich. Die eingeschifften Luftkissen-Landungsboote können zusammen mit den Helikoptern schnell große Mengen Hilfsgüter an alle Arten von Küsten bringen.